# Commerzbank
O Commerzbank Aktiengesellschaft é o segundo maior banco comercial na Alemanha, fundado em 1870. O banco tem  quase onze milhões de clientes privados e um milhão clientes corporativos em todo o mundo. Commerzbank é um membro ativo do Cash Group. Ela está sediada em Frankfurt am Main e opera como um banco universal. CEO é Martin Blessing.